# Heinrich Platzbecker (Mediziner)
Heinrich Platzbecker (* 23. Januar 1937 in Dresden) ist ein emeritierter deutscher Radiologe, bekannt für seine Beiträge zur Radiologie, insbesondere in den Bereichen der diagnostischen und interventionellen Radiologie. Über sein berufliches Wirken hinaus hat er sich durch seine pädagogische Tätigkeit und als wissenschaftlicher Leiter von Fortbildungen und Kursen im Bereich des Strahlenschutzes hervorgetan.

## Leben
Heinrich Platzbecker wurde am 23. Januar 1937 in Dresden geboren und entstammt einer Familie, die nicht nur in der Medizin, sondern auch in der sächsischen Musikwelt ihre Spuren hinterlassen hat. Sein Großvater, Heinrich August Hubert Platzbecker war ein bekannter deutscher Komponist und Pianist, dessen kulturelles Wirken die familiäre Verbindung zur Kreativität und Kunst geprägt hat.
Heinrich Platzbecker war verheiratet mit Ingrid-Ute Platzbecker, geboren am 17. August 1941 und verstorben am 6. September 2022. Das Paar hat zwei Söhne. Uwe Platzbecker ist als Hämatologe und Onkologe, Arne Platzbecker ist Jurist im Datenschutzrecht und Politiker in der Hamburgischen Bürgerschaft.

## Karriere
Heinrich Platzbeckler studierte von 1955 bis 1960 Medizin in Leipzig und Dresden. Nach seinem Staatsexamen arbeitete er als wissenschaftlicher Assistent an der Medizinischen Akademie Dresden bei Heinz Simon im Institut für Pathologie, wo er 1962 promovierte. Nach dem Allgemeinärztlichen Jahr in Glashütte begann er 1963 seine radiologische Ausbildung bei Heinrich Fritz in der damaligen Strahlenklinik der Medizinischen Akademie Dresden, in deren Nachfolgeeinrichtung er heute noch tätig ist. 1967 bestand er erfolgreich das Facharztexamen, wurde 1968 zum Oberarzt, 1978 zum Dozenten und 1987 zum Professor ernannt.
In seinem medizinischen Wirken fokussierte sich Heinrich Platzbecker auf die Radiologie, wo er sich insbesondere auf die Bereiche der Angiographie, der interventionellen Radiologie und der Computertomographie spezialisierte. Er war langjähriger Professor für Radiologie an der Technischen Universität Dresden und hatte maßgeblichen Anteil am Aufbau der radiologischen Diagnostik. Seine wissenschaftlichen Leistungen umfassen zahlreiche Monographien, Buchbeiträge und über 160 Publikationen sowie mehr als 300 Vorträge. Durch sein Engagement in der Lehre und seine zahlreichen Veröffentlichungen und Vorträge hat Herr Platzbecker entscheidende Bausteine zur Weiterentwicklung der Radiologie und zur Sicherheit im Umgang mit Strahlung beigetragen. Seine Arbeit zeugt von einer tiefen Hingabe an sein Fach und der Förderung der wissenschaftlichen Fort- und Weiterbildung.

## Publikationen (Auswahl)
- Zur Pathologie der Haemangioendotheliome. Dissertation. Medizinische Akademie, Dresden 1963, DNB 481891951.
- mit Klaus Köhler: Der Informationsgehalt angiographischer Untersuchungsmethoden bei gynäkologischen Tumoren und ihren Rezidiven. Dissertation B. Medizinische Akademie, Dresden 1973, DNB 770732801.
- mit Heinrich Fritz, Klaus Köhler: Lymphographie. Technik, Indikationen und therapeutische Konsequenzen. Lehrmaterial. Institut für Weiterbildung von mittlerem medizinischer Fachkräfte, Potsdam 1978.
- mit Klaus Köhler: Gynäkologische Röntgendiagnostik. Thieme, Leipzig 1982, DNB 830070621.
- mit Heinrich Fritz, Veronika Köhler: Medizinische Grundlagen und Methoden der Röntgendiagnostik. 2. Auflage. Volk und Gesundheit, Berlin 1987, ISBN 978-3-333-00094-7.
- mit Verona Köhler: Röntgeneinstelltechnik. Kurz und bündig. Hoffmann, Berlin 1994, ISBN 978-3-87344-094-4.

## Pädagogische und wissenschaftliche Beiträge (Auswahl)
Platzbecker hat sich nicht nur in der klinischen Praxis und Forschung engagiert, sondern auch in der medizinischen Bildung und im wissenschaftlichen Austausch. Er war 1993 Mitbegründer des Bastei-Symposiums und als wissenschaftlicher Leiter bei der Kulturakademie Dresden engagiert, wo er noch heute die wissenschaftliche Verantwortung für Fortbildungen im Bereich Strahlenschutz trägt.